# Indilima
Indilima ali Indilimgur, je bil zelo verjetno zadnji kralj Eble, kraljestva na ozemlju sodobne Sirije, ki je vladal okoli leta 1600 pr. n. št.

## Vladanje
Indilima je znan predvsem z več vrčev z odtisi valjastega pečatnika njegovega sina, kronskega princa Maratevarija. Na pečatih je Indilimov sin upodobljen med prejemanjem življenja v obliki staroegipčanskega ankha od jamhaditskih božanstev Hadada in Hebata. Dejstvo, da so bili vrči odkriti v arheološkem kontekstu dokončnega uničenja Eble okoli leta 1600 pr. n. št., ki ga je povzročil hetitski kralj Muršili I., kaže, da Maratevari zato ni mogel postati kralj in da je bil njegov oče zadnji kralj Eble.
Indilimovo ime se pojavlja tudi na uradnih dokumentih, odkritih v zahodni palači v Ebli.